# 2,5-ジヒドロキシケイ皮酸
2,5-ジヒドロキシケイ皮酸（2,5-ジヒドロキシけいひさん、2,5-Dihydroxycinnamic acid）は、ヒドロキシケイ皮酸の一種。コーヒー酸の異性体として知られる。